# Smilax leucophylla
Smilax leucophylla är en enhjärtbladig växtart som beskrevs av Carl Ludwig von Blume. Smilax leucophylla ingår i släktet Smilax och familjen Smilacaceae. Inga underarter finns listade.